# Liberec
Liberec (API : [ˈlɪbɛrɛts], en allemand : Reichenberg) est une ville du nord de la Tchéquie, la capitale de la région de Liberec et le chef-lieu du district de Liberec. Sa population s'élevait à 108 090 habitants en 2025.

## Géographie
Liberec se trouve à 72 km à l'est-nord-est d'Ústí nad Labem et à 89 km au nord-est de Prague, mais aussi à 44 km au sud de Görlitz (Allemagne) et à 17 km au sud de Bogatynia (Pologne).

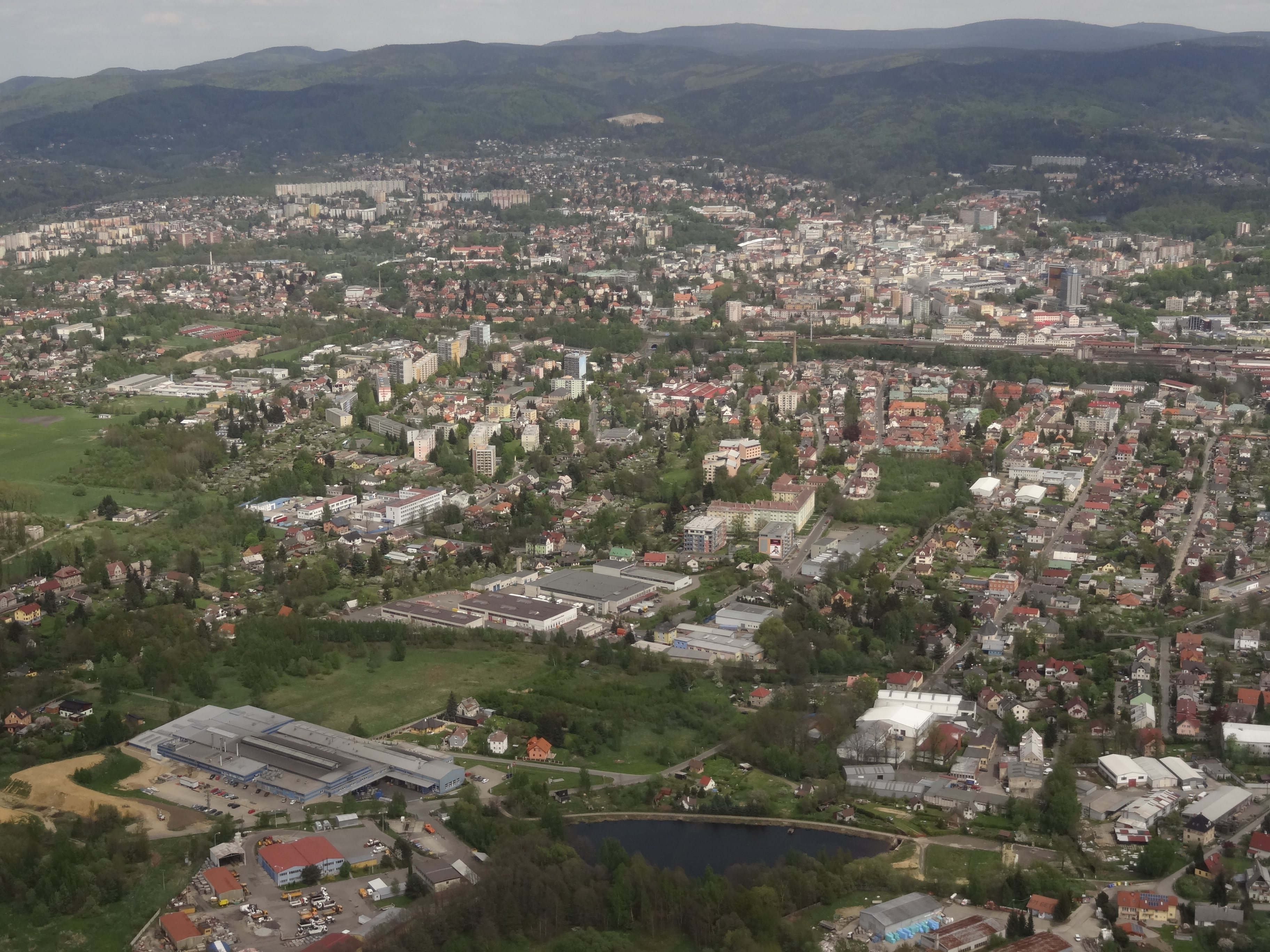
Liberec : panorama.

La commune est limitée par Chrastava, Nová Ves et Mníšek au nord, par Bedřichov, Janov nad Nisou et Jablonec nad Nisou à l'est, par Rádlo, Jeřmanice, Dlouhý Most, Šimonovice et Proseč pod Ještědem au sud, et par Světlá pod Ještědem et Kryštofovo Údolí à l'ouest. Par ailleurs, la commune de Stráž nad Nisou forme une enclave à l'intérieur de la commune de Liberec.

## Histoire
La première référence écrite de Liberec date de 1352, en tant que gué de la Lužická Nisa (Neisse de Lusace) et halte après le passage de la crête du Ještěd. Au XVIe siècle, la ville se développe grâce à l'industrie textile et obtient le statut de ville franche sous le règne de l'empereur Rodolphe II du Saint-Empire romain germanique en 1577. Elle fait alors partie du royaume de Bohême gouverné par Frédéric V du Palatinat, et de la seigneurie des Redern, nobles protestants qui doivent s'exiler après leur défaite à Bílá hora.
Dans les dernières décennies du XIXe siècle, Liberec devient l'un des principaux centres de l'industrie textile d'Autriche-Hongrie, surnommée la « Manchester de Bohême ». Les riches entrepreneurs de la ville font bâtir de somptueuses demeures qui font encore aujourd'hui le charme du centre-ville, épargné par les destructions des deux guerres mondiales.
Jusqu'en 1945, Liberec, alors connue sous le nom de Reichenberg, a une population à 90 % germanophone et fait partie de la région des Sudètes, majoritairement de langue et de culture allemandes. Lors de l'indépendance de la Tchécoslovaquie en 1918, ses habitants souhaitent rejoindre la république de Weimar ou, sinon, la république d'Autriche allemande, mais les Alliés de la Première Guerre mondiale refusent. Reichenberg s'insère convenablement dans le jeu démocratique et la vie sociale tchèques, mais la crise de 1929 frappe sévèrement la région, dont l'économie fortement dépendante des marchés extérieurs, périclite. Frappés par le chômage, les Allemands des Sudètes sont une proie facile pour les nazis au pouvoir en Allemagne depuis 1933, qui réclament le rattachement de la Région des Sudètes au Reich, par l'entremise du chef du Parti allemand des Sudètes, Konrad Henlein, natif de Reichenberg, qui abrite le siège de son parti.

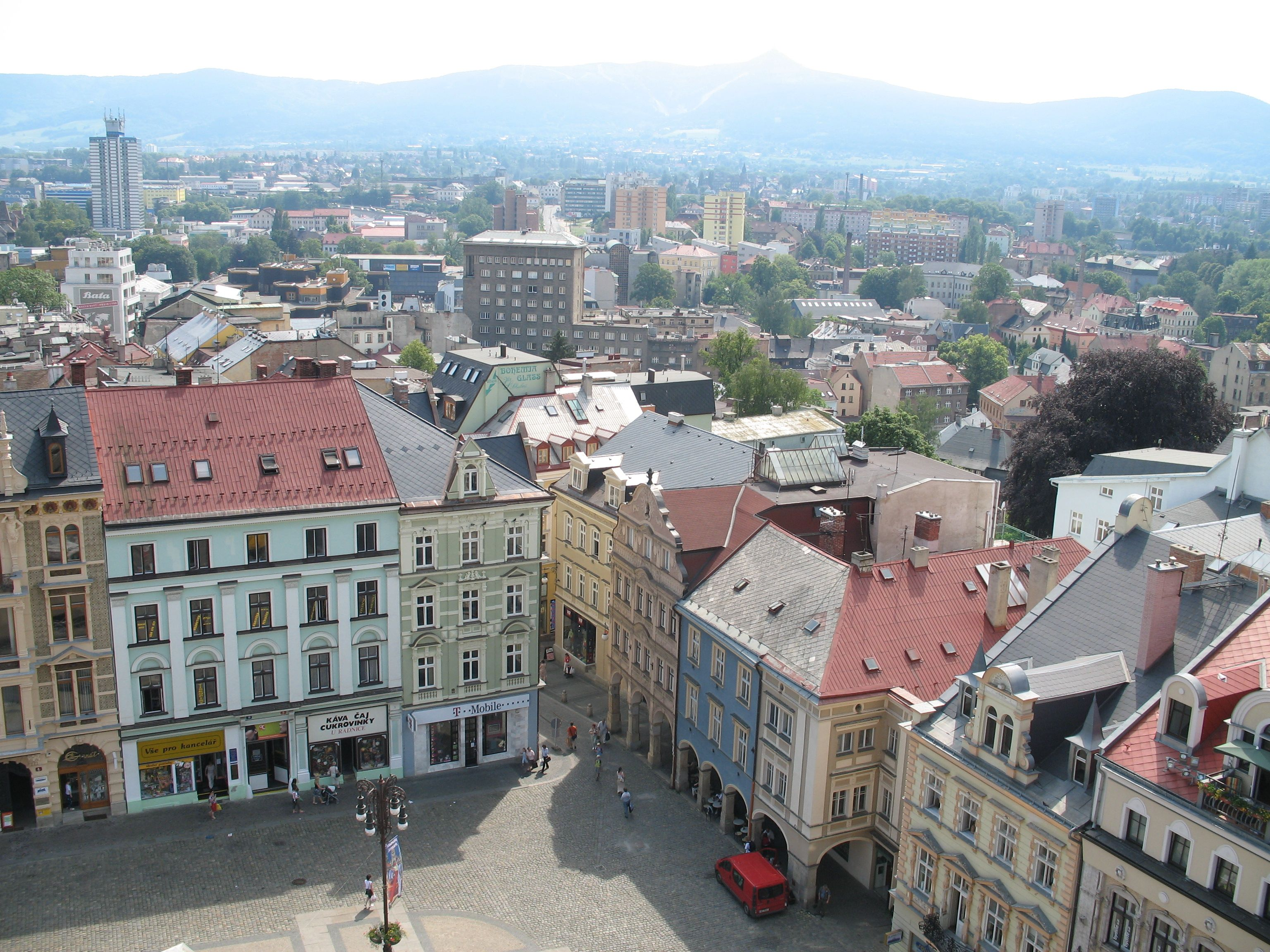
Vue générale depuis le beffroi de l'hôtel de ville.

Par les accords de Munich, la région des Sudètes est annexée au Troisième Reich, et Reichenberg devient la capitale du Gau du Sudetenland (Gau de la Région des Sudètes). Pendant la Seconde Guerre mondiale, la région de Liberec compte de nombreux camps de concentration comme celui de Chrastava, dépendant de celui de Flossenbürg, en ville-même. La ville a abrité quatre centres d'extermination pour les Roms,,.
À la suite de cette période nazie, les Allemands des Sudètes sont expulsés après la guerre, en application des décrets Beneš, et la région est repeuplée par des habitants venus d'autres régions tchécoslovaques, notamment de la Ruthénie subcarpatique cédée à l'URSS.
En août 1968, les forces du Pacte de Varsovie venant étouffer le « printemps de Prague » et mettre un terme au « socialisme à visage humain », traversent Liberec, tuant au passage neuf civils protestataires dont le mémorial se situe aujourd'hui à la mairie.

## Population
Recensements (*) ou estimations de la population :
| 1869*  | 1880*  | 1890*  | 1900*  | 1910*  | 1921*  | 1930*  |
| ------ | ------ | ------ | ------ | ------ | ------ | ------ |
| 22 394 | 28 090 | 30 890 | 34 099 | 36 350 | 34 985 | 38 568 |

| 1950*  | 1961*  | 1970*  | 1980*  | 1991*   | 2001*  | 2011*   |
| ------ | ------ | ------ | ------ | ------- | ------ | ------- |
| 56 898 | 66 297 | 72 303 | 97 474 | 101 967 | 99 102 | 102 754 |

| 2014    | 2015    | 2016    | 2017    | 2018    | 2019    | 2020    |
| ------- | ------- | ------- | ------- | ------- | ------- | ------- |
| 102 301 | 102 562 | 103 288 | 103 853 | 103 979 | 104 445 | 104 802 |

| 2021*   | 2022    | 2023    | 2024    | 2025    | - | - |
| ------- | ------- | ------- | ------- | ------- | - | - |
| 104 340 | 102 951 | 107 389 | 107 982 | 108 092 | - | - |

## Transports
Par la route, Liberec se trouve à 50 km de Česká Lípa, à 52 km de Mladá Boleslav, à 56 km de Görlitz et à 111 km de Prague. Liberec est reliée à Prague par l'autoroute D10/E55 de Prague à Turnov, puis par la voie express 35/E442 de Turnov à Liberec.

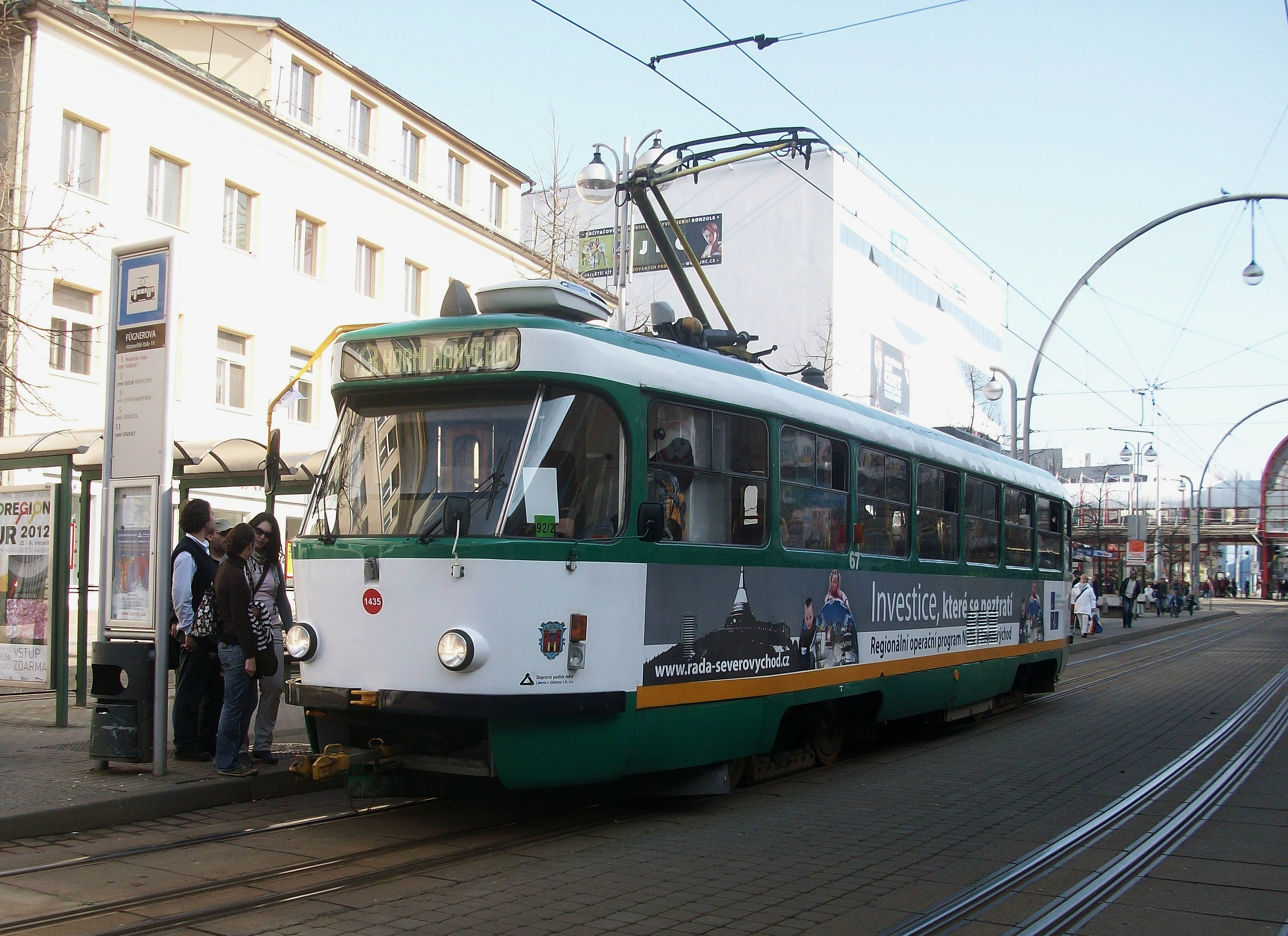
Tramway de Liberec.

La ville est desservie par un réseau d'autobus ainsi que plusieurs lignes de tramway constituant un réseau de plus de 20 kilomètres.

## Climat
| Mois                                  | jan.       | fév.       | mars       | avril      | mai       | juin      | jui.      | août      | sep.      | oct.      | nov.       | déc.       | année      |
| ------------------------------------- | ---------- | ---------- | ---------- | ---------- | --------- | --------- | --------- | --------- | --------- | --------- | ---------- | ---------- | ---------- |
| Température minimale moyenne (°C)     | −3,1       | −2,9       | −0,4       | 3,1        | 7,2       | 10,5      | 12,3      | 12,2      | 8,8       | 5,5       | 1,9        | −1,8       | 4,4        |
| Température moyenne (°C)              | −1,1       | −0,1       | 3,4        | 8,4        | 12,6      | 16        | 17,9      | 17,8      | 13,5      | 8,9       | 3,9        | 0          | 8,4        |
| Température maximale moyenne (°C)     | 1,1        | 2,9        | 7,4        | 13,8       | 18,2      | 21,5      | 23,7      | 23,5      | 18,3      | 12,4      | 6,2        | 1,9        | 12,6       |
| Record de froid (°C) date du record   | −23,8 1987 | −24,4 2012 | −17,3 2018 | −11,1 1996 | −4 1980   | −0,4 2012 | 1,6 1989  | 2 2007    | −2,4 2013 | −8,8 1997 | −16,7 1998 | −23,1 1996 | −24,4 2012 |
| Record de chaleur (°C) date du record | 14,3 2015  | 17,1 2021  | 21,4 2021  | 27,3 2012  | 30,2 2005 | 34,4 2019 | 36,2 1994 | 35,9 2015 | 31,6 2015 | 25,4 2011 | 19,1 2008  | 13,2 2000  | 36,2 1994  |
| Précipitations (mm)                   | 65         | 57,2       | 64,8       | 41,4       | 75,3      | 89,3      | 99,1      | 95,9      | 71,2      | 59,2      | 58,6       | 66,5       | 843,5      |
| Nombre de jours avec précipitations   | 13,2       | 11,2       | 11,7       | 8,8        | 11,1      | 11,2      | 11,7      | 10,6      | 10        | 10,2      | 11,7       | 12,7       | 134,1      |

| Diagramme climatique                                  |             |             |             |             |              |              |              |             |             |            |             |
| J                                                     | F           | M           | A           | M           | J            | J            | A            | S           | O           | N          | D           |
| 1,1−3,165                                             | 2,9−2,957,2 | 7,4−0,464,8 | 13,83,141,4 | 18,27,275,3 | 21,510,589,3 | 23,712,399,1 | 23,512,295,9 | 18,38,871,2 | 12,45,559,2 | 6,21,958,6 | 1,9−1,866,5 |
| Moyennes : • Temp. maxi et mini °C • Précipitation mm |             |             |             |             |              |              |              |             |             |            |             |

## Sport
À Liberec se trouvent le club de football FC Slovan Liberec et le club de hockey HC Bílí Tygři Liberec.
Des compétitions internationales de ski nordique se déroulent régulièrement à Liberec, au point que la ville fut l'hôte des championnats du monde de ski nordique en 2009, et des Championnats du monde junior de ski nordique en 2013.

## Personnalités
- Christoph Demantius (1567 - 1643), compositeur et poète
- Heinrich Herkner (1863 - 1932), économiste
- František Xaver Šalda (1867 - 1937), critique littéraire
- Ferdinand Porsche (1875 - 1951), concepteur de voitures
- Friedrich Karl Ginzel (1850-1926), astronome allemand
- Vlasta Burian (1891 - 1962), acteur
- Konrad Henlein (1898 - 1945), homme politique nazi
- Herbert Feigl (1902-1988), philosophe autrichien du "Cercle de Vienne"
- Augustin Schramm (1907 - 1948), homme politique et officier communiste
- Otfried Preussler (1923 - 2013), écrivain
- Barbara Bouchet (1943), actrice américaine d'origine allemande
- Václav Plechatý (1948), graphiste et sculpteur
- Martin Damm (1972), joueur de tennis
- Tomáš Enge (1976), coureur automobile